# Nora Lundgren
Nora von Samson-Himmelstierna Lundgren, född 16 februari 1891 i Wesenberg, Guvernementet Estland, Kejsardömet Ryssland, död 18 januari 1982 i Norrköping, var en svensk målare och grafiker.

## Biografi
Nora Lundgren var dotter till Ernst Wilhelm Gustav von Samson-Himmelstierna och Marie Charlotte von Mühlendahl och från 1929 gift med filosofie doktor Anders Hugo Hjalmar Lundgren. Hon var syster till Erik von Samson-Himmelstierna.

### Utbildning
Lundgren studerade vid Ateneum i Helsingfors 1911–1913 där hon belönades med Edelfeltmedaljen. Bland de lärare som hon tog intryck av där märks Eero Järnefelt och Hugo Simberg. Hon fortsatte därefter sina studier vid Künstlerinnenverein i München under ett år för att sedan fortsätta vid Konsthögskolan i Stockholm 1916–1920. Samtidigt med sina studier vid Konsthögskolan deltog hon i Axel Tallbergs etsningskurs.

### Utställningar
Tillsammans med Knut Norman ställde hon ut i Linköping 1918 och tillsammans med Hjalmar Molin i Eskilstuna 1938. Separat ställde hon bland annat ut på Gummesons konsthall 1941 och på Welamsons konstgalleri 1950. Hon medverkade i samlingsutställningar med Östgöta konstförening och Sveriges allmänna konstförening samt i utställningar arrangerade av Riksförbundet för bildande konst.
Internationellt medverkade hon i Salon des Indépendants i Paris och en utställning i Doberan i Tyskland.
Lundgren är representerad vid Norrköpings konstmuseum, Östergötlands museum och Nationalmuseum i Stockholm.

## Konstnärskap
Lundgrens målningar består till stor del av djurstudier där hennes häststudier har en central roll. Hon har målat hästar i beteshagar och i arbetslivet med timmerkörning och vagnsdragning samt porträtt. Bland hennes porträtt märks porträtten av kyrkoherde C.P. Lagergren hans son kyrkoherde C.A. Lagergren samt prosten Albin Rudén i Regna kyrka. 
Nora Lundgren utgav boken Nora von Samson-Himmelstjernas liv och verk 1975.